# Латински кръст
Латинският кръст (на латински: crux ordinaria) е името на кръст, при който надлъжната линия е по-дълга от напречната, която я пресича над центъра ѝ. В Западнохристиянските църкви това е най-често срещаната форма на християнския кръст, докато в Източно-православните църкви преобладава гръцкия кръст.
Кръстът символично се отнася до обединението на небето и земята: надлъжната линия означава божественото, докато напречната линия символизира връзка със земята.

## История
Изобразяването на латински кръст може да бъде доказано още от IV век, а изобразяване на кръст без разпнатия върху него се среща за първи път на саркофази от IV – V век.
Латинският кръст се е наложил преди всичко в западното християнство, където той се възприемал като действителната форма на кръста на Исус (оттук и названието „Страстният кръст“). Следователно това е традиционната форма на разпятието в западната традиция, с някои малки изключения.

## Архитектура
Етажните планове на романските и готическите църкви са предимно във формата на латински кръст. Нефът пресича наоса близо до олтара; полученото средокръстие отделя хора и по този начин олтара от миряните.

## Хералдика
В хералдиката Латинският кръст може да се появи в две форми: веднъж като обща фигура в областта на герба, без да докосва ръба на щита и като хералдическо изображение с докосване на ръба на щита за разделяне на герба.

Основната форма на скандинавските знамена е латинският кръст, завъртян на деветдесет градуса (т. нар. „скандинавски кръст“); той води началото си от Данебруг, чиято настояща форма може да бъде проследена назад до 1219 г.
- гр. Елн в департамент Източни Пиренеи (Франция)
- гр. Хайнбург в Хесен (Германия)
- гр. Цийтен, Херцогство Лауенбург (Германия)
- гр. Оберамергау (Бавария, Германия)
- Виена (Австрия)
- с. Гавлушовице (Мелешки окръг, Подкарпатско войводство, Полша)
- Провинция Биская в Баската автономна област (Испания)
- гр. Сувалки в Подляско войводство (Полша)
- гр. Пярну (Естония)
- гр. Донегил в графство Донигал, провинция Ълстър (Ирландия)

## Писмен знак
В Уникод латинският кръст е включен като U+271D latin cross (✝) и както и като емоджи ✝️.

## Виж също
- Гръцки кръст
- Скандинавски кръст